# Boturovina
Boturovina (cyr. Ботуровина) – wieś w Serbii, w okręgu raskim, w mieście Novi Pazar. W 2011 roku liczyła 198 mieszkańców.